# Unified Display Interface
Unified Display Interface  (UDI) és una interfície de vídeo digital per a substituir el connector VGA dels PC, que va ser desenvolupada per Apple, Intel, LG Electronics, National Semiconductor, Samsung Electronics, Silicon Image, Nvidia, thin Electronics, FCI, Foxconn i JAE Electronics.

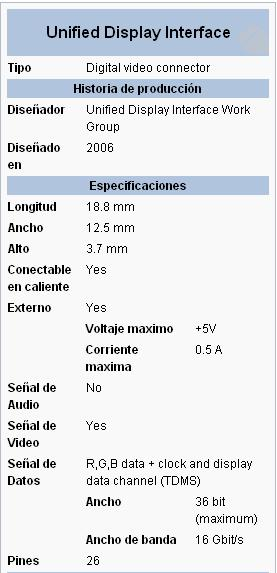
Taula Unfied Display interface

Suporta HDCP per a protecció de continguts, té retrocompatibilitat amb el DVI/HDMI i físicament és idèntic al HDMI però només transmet vídeo (i no àudio).
Les llicències per UDI són gratuïtes a diferència de HDMI, per la qual cosa resulta molt més atractiu per als grans fabricants de monitors, TFT si targetes gràfiques que adoptin ràpidament aquest connector com a estàndard universal destinat a la transmissió de vídeo d'alta definició.
Al començament de 2007 Intel va començar a decantar-se per l'estàndard DisplayPort i es va retirar del consorci de suport a UDI. No hi ha hagut nous anuncis sobre UDI des d'aleshores.

## Informació general
UDI ofereix un major amplada de banda que els seus predecessors (fins a 16 Gbit /s en la primera versió, en comparació amb 4,9 Gbit /s de HDMI 1.0) A més, incorpora una forma de gestió de drets digitals conegut com a HDCP.
El connector té una sola fila de 26 contactes. Té un aspecte molt similar al connector. Tres dels 26 contactes no s'utilitzaran per transferir, sinó que són reservats per la possibilitat d'una millora futura  encara no determinada.
Els taps de transmissió i recepció són una mica diferents als cables USB, i un cable d'UDI només es pot ajustar d'una sola manera. La comunicació bidireccional funciona a una velocitat de dades molt menor que la disponible per al flux de dades de la direcció de vídeo.
El 20 de desembre de 2005, el Grup d'Interès Especial de la UDI (UDI SIG) es va anunciar. Es va treballar en la determinació de les especificacions de refinat i la promoció de la interfície. Inclosos els membres d'Apple Computer, Intel, LG,NVIDIA, Samsung i Silicon Image Inc
L'especificació de la UDI es va finalitzar el juliol de 2006. Cal destacar que les diferències entre la UDI i HDMI es manté al mínim, ja que tots dos van ser dissenyats per les especificacions de compatibilitat a llarg termini.

## Pins
A continuació es mostra l'assignació dels pins :

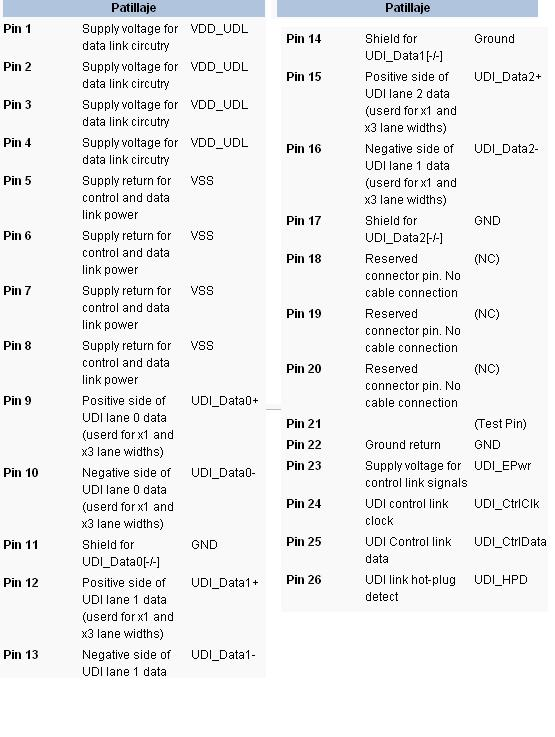
Taula de pins UDI

## Notícies
- «Unified Display Interface Nears Release».   DailyTech, 03-07-2006. Arxivat de l'original el 2006-07-13. [Consulta: 15 agost 2006].
- «Next-gen display standard emerges for PC, HDTVs».   EETimes, 20-12-2005. [Consulta: 15 agost 2006].
- «Industry group promotes UDI as successor of VGA graphical interface».   TG Daily, 20-12-2005. Arxivat de l'original el 2005-12-23. [Consulta: 15 agost 2006].